# Alejandro Mon Landa
Alejandro Mon Landa, nacido en Pontevedra el 4 de diciembre de 1852 y fallecido en la misma ciudad el 15 de enero de 1915, fue un abogado y político gallego.

## Trayectoria
Fue hijo de Miguel Mon Álvarez Castrillón y Dolores Landa Pérez y nieto de Miguel de Mon y de Miranda, de familia noble asturiana. Se casó con su prima Clementina Landa López.
Fue doctor en Derecho Civil y Canónico. Miembro del Partido Conservador, fue alcalde de Pontevedra (1879-1880) y diputado provincial. Fue elegido diputado a Cortes por el distrito de La Cañiza en 1891 y 1893. Fue elegido nuevamente por el mismo distrito en 1898, y reelegido en sucesivas elecciones hasta 1910. Fue padre de Alejandro Mon Landa Landa, quien lo sucedió como diputado por el mismo distrito.
En 1907 obtuvo, junto con José Riestra López y Gaspar Massó Ferrer, la concesión del Tranvía de Vapor de Pontevedra a Marín.
| Predecesor: Nicolas María Feijóo Taboada | Alcalde de Pontevedra 1879-1880 | Sucesor: Antonio Vázquez Limeses |